# 1998年馬尼拉勒索事件
1998年馬尼拉勒索事件（英文：1998 Manila blackmail incident）是一宗於1998年至1999年期間，菲律賓國家警察在菲律賓馬尼拉岷倫洛區綁架及勒索7名涉嫌販毒的中華人民共和國公民的事件，當中包括3名香港人，經過多個月的虐待，其中一名香港居民因為支付了贖金而被獲放，其餘兩名香港居民則被撕票。

## 經過
1998年，菲律賓國家警察轄下兩個緝毒部門展開緝毒行動，期間7名中國公民被拘捕，當中3名為香港人分別音譯為莊曉明（於1998年12月30日到達，於1999年1月1日被拘捕）、黃錦昌（於1999年3月被拘捕）和陳家聰（於1999年7月被拘捕），被宣稱為是次緝毒行動的首要拘捕目標，是次行動被菲律賓國家警察宣稱為菲律賓執法機構和香港警務處毒品調查科的聯合行動。
於2004年向菲律賓國會作供指控菲律賓國家警察進行跨國販毒行動（至少有13名華人被綁架及殺害，包括3名香港人。）及曾經參與是次緝毒行動的女性臥底人員王瑪莉（Mary Ong）指出，在是次行動中，維拉羅曼（Francisco Villaroman）和多名警務人員涉嫌在後來潛逃的參議員拉克松的指使下，綁架及勒索上述7名中華人民共和國公民。王瑪莉又指出，莊曉明被行動中的警官綁架，要求他使用10公斤毒品交換3名因為涉嫌藏毒而被拘捕的疑犯。1999年3月，莊曉明的家人支付了380,000人民幣贖金後，莊曉明被釋放。
1999年3月，黃錦昌被拘捕，後來被撕票。1999年7月，陳家聰被拘捕，維拉羅曼當時勒索其妻子支付5,000萬菲律賓披索贖金，惟因為無能力繳交而被撕票。王瑪莉指出，維拉羅曼當時向上級匯報時，表示兩人的屍體已經被乾淨處理，先被肢解，再被燒毀。
此外，王瑪莉的前男朋友坎波斯（John Campos）亦為涉及此案件的其中一名警官，於2002年欲揭露真相前被殺害。

## 後續
2001年，兩名被撕票的香港人的妻子向中華人民共和國政府及菲律賓政府請願及促請雙方能夠跟進事件，惟兩國之間無任何條引約束而無進展。
2010年8月，馬尼拉警區馬格蒂拜因為處理馬尼拉人質事件失敗而被革職，接任的維拉羅曼被揭發與1998年馬尼拉勒索事件有關係，面臨刑事訴訟，致使其接任僅24小時就被撤換。